# NGC 4480
NGC 4480 је спирална галаксија у сазвежђу Девица која се налази на NGC листи објеката дубоког неба.
Деклинација објекта је + 4° 14' 45" а ректасцензија 12h 30m 26,7s. Привидна величина (магнитуда) објекта NGC 4480 износи 12,4 а фотографска магнитуда 13,1. NGC 4480 је још познат и под ознакама UGC 7647, MCG 1-32-87, CGCG 42-139, VCC 1290, IRAS 12278+0431, PGC 41317.